# Pre)Thing
Pre)Thing era una banda de rock alternativo liderada por el exmiembro de Crazy Town Rust Epique. Firmaron con V2 Récords del cual el grupo lanzó una demo y un registro importante de la etiqueta, que salió después de la muerte del cantante en 2004.

## Historia
Rust Epique, exguitarrista de Crazy Town, salió del grupo en 2001 y formó un conjunto llamado Rustandthesuperheroes. Poco después, comenzaron a viajar en el área de Los Ángeles bajo el nombre de Daisy Town. Después de cortar algunas demos y enviarlos a las etiquetas, Rust y el grupo, ahora llamado Pre)Thing, firmaron con V2 Records en 2004. V2 montó una gran campaña de promoción para Pre)Thing, incluidos los preparativos para un videojuego, pero el 9 de marzo de 2004, un mes antes del lanzamiento del álbum debut del grupo, Rust murió de un ataque al corazón. 22nd Century Lifestyle fue lanzado el 6 de abril de 2004, y un sencillo del álbum, "Faded Love", alcanzó el número 38 en los Billboard Mainstream Rock gráficos de EE. UU.

## Miembros
- Rust Epique - Voz y Guitarra
- Jon Troy Winquist - Bajo
- Dinolicious - Batería

## Discografía
- Diary in Music
- 22nd Century Lifestyle: Episode Rustandthesuperheroes Sexdrugsandsoutherncityrock